# Olindo Guerrini
Olindo Guerrini, también conocido por los seudónimos de Lorenzo Stecchetti, Argìa Sbolenfi, Marco Balossardi, Giovanni Dareni, Pulinera, Bepi y Mercutio (Forlì, 4 de octubre de 1845 – Bolonia, 21 de octubre de 1916), fue un poeta y escritor italiano, bibliófilo y estudioso de la literatura italiana.
Considerado un exponente de la poesía realista de la época positivista, abarcó desde la lírica intimista a la poesía dialectal y satírica (a menudo de tono anticlerical), del estilo clásico y carducciano hasta los temas anticonformistas, predecadentistas y naturalistas de la scapigliatura.

## Biografía
Nació en Forlì ya que la madre era forlivesa y consideraba que sería mejor asistida en su ciudad. Después del primer año se trasladó a San Alberto de Rávena, donde el padre era farmacéutico. Su formación fue confiada a los religiosos del colegio municipal de Rávena. Expulsado por indisciplina, Guerrini pasó en 1859 al Colegio Nacional de Turín. Apenas obtenida la licencia, como él mismo admitió, se inscribió en la Facultad de Jurisprudencia de la Universidad de Bolonia, ciudad donde transcurrió casi todo el resto de su vida.
Se graduó y entró en un bufete de abogados, pero reconoció bien pronto que la práctica forense no era para él. Participó activamente, en cambio, en las luchas políticas locales. Fue elegido concejal de Rávena en los años 1870, 1872, 1879 y 1883. Fue también concejal en los años 1873-74, durante los cuales instauró el servicio de bomberos y fundó una biblioteca popular en San Alberto. En 1872 fue iniciado en la masonería en la Logia "Dante Alighieri" de Rávena, se convirtió en maestro masón en la Logia "Ocho de Agosto" de Bolonia en 1887 y alcanzó el 33.º y último grado del Rito escocés antiguo y aceptado: Soberano gran inspector general.
En 1874 fue uno de los colaboradores del periódico satírico boloñés Il Matto (El Loco). En el mismo año se casó con Maria Nigrisoli y fue contratado en la Biblioteca Universitaria de Bolonia, de la que más tarde se convirtió en director. En 1889 fue elegido miembro de la junta provincial escolar de Bolonia. En 1891 dimitió y se retiró de la vida política activa. En 1898 le fue interpuesta una demanda por difamación del entonces obispo de Faenza, mons. Giovacchino Cantagalli ya que el 25 de septiembre de ese año apareció en el periódico local Il Lamone (con un discurso radical) un soneto ("Habla el pastor") irreverente hacia el obispo. El soneto estaba firmado «Argìa Sbolenfi», uno de los seudónimos de Guerrini.
Después de una condena en primer grado el 14 de junio de 1899, que comportó una multa de 250 liras, Guerrini apeló y fue absuelto. El 28 de noviembre de 1914 se mudó a Génova ya que, habiendo estallado la guerra, y siendo demasiado anciano para tomar parte activa en ella, había ofrecido su servicio cuando fuera necesario y había sido nombrado bibliotecario en la capital ligur. Permaneció allí aproximadamente un año, luego volvió a Bolonia, donde murió a causa de un cáncer de garganta el 22 de octubre de 1916.

## Obras
Olindo Guerrini fue un erudito y crítico literario militante, ágil y atento a cada nueva voz, pero también interesado en los autores del pasado: por ejemplo, estudió y volvió a la luz la obra poética de Guido Peppi, un poeta forlivés del siglo XV. Le encantaba fotografiar y montar en bicicleta por todo Italia.
Fue amigo y admirador de Carducci aunque en sus poesías predomina un tono medio, típico exponente del verismo, entendido como rechazo de la idealización de la realidad y representación de sus aspectos más bajos y desagradables (en esto, por lo tanto, se diferencia de la acepción de verismo presente en Verga y Capuana).
Además, su obra tuvo vasta resonancia en su época por sus actitudes anticlericales y socialistas y por la polémica contra románticos e idealistas. A continuación la lista de sus obras literarias:

### Póstuma
Es una colección de poesías publicada en 1877 fingiendo tratarse de los versos de un primo, Lorenzo Stecchetti, muerto de tuberculosis. El pequeño  volumen le procuró al autor una amplia notoriedad. Baste decir que el libro, en su lanzamiento, tuvo un éxito de ventas mayor que las Odie barbare de Carducci y que, en el curso de la vida del autor, se imprimieron 32 ediciones. Contiene también el célebre Il canto dell'odio, en el cual es evidente la inspiración en el romanticismo y el malditismo de Charles Baudelaire y E. T. A. Hoffmann, y el acercamiento a la poética de la scapigliatura, con su gusto por lo horrible, lo macabro y excesivo.

### PolémicayNova polémica
Son dos volúmenes lanzados en 1878 publicados todavía bajo el pseudónimo de Lorenzo Stecchetti en el cual el autor argumenta con críticos idealistas (entre ellos Giovanni Rizzi y Luigi Alberti); obtuvieron un cierto éxito.

### La vida y las obras de Giulio Cesare Croce
Es un volumen publicado sobre la vida y las obras del boloñés Giulio Cesare Croce (el autor de Bertoldo, Bertoldino y Cacasenno), obra erudita, escrita en 1878 para procurarse un título para el empleo en las bibliotecas gubernamentales; representa el primer estudio serio sobre el autor del siglo XVI.

### Giobbe
Se trata de un poema burlesco y paródico escrito en 1882 en colaboración con Corrado Ricci y en polémica con Mario Rapisardi, a quien no le gustaba la ironía y contestó duramente con una de sus Frecciate.

### La mesa y la cocina en los siglos XIV y XV
Publicado en 1884 es un ensayo que representa la primera investigación rigurosa sobre la cocina italiana de la Edad Media.

### Rimas de Argia Sbolenfi
Es una colección de poesías publicadas en 1897 bajo el pseudónimo de "Argìa Sbolenfi"; la vena de Guerrini se reduce a un libertinaje trivial y donde reaparece la denuncia violenta de la hipocresía y del conformismo moral, religioso y social. Las Rimas, todavía reimpresas por Zanichelli, contienen una sección de brevísimas Favolette Morales, en las cuales Stecchetti muestra su vena paradójica y no sense ante litteram.

### Ciacole de Bepi
Iniciados en el periódico "Il Pugno di Ferro" en 1903 y publicadas en un volumen en 1908, es una obra en la cual demuestra su habilidad en el verso y una placentera vena de rimador; se dedicó a la lengua veneta, haciéndola hablar al papa Pío X.

### En bicicleta
Publicados en 1901, son escritos de argumento ciclista que demuestran su pasión por la bicicleta (fue cónsul jefe del Touring Club Italiano).

### Canciones de vida
Lanzados en primera edición en 1908 son un libro de memorias, en el que se antologizan algunas páginas ya aparecidas en Brandelli.

### El arte de utilizar las sobras de lacantina
Obra aparecida póstumamente en 1918 donde se ilustra una cocina “pobre”, aludiendo a la escasez de alimentos a la que estaba condenado el propio Guerrini debido a su magro sueldo de bibliotecario de la Universidad y su precaria vida de escritor.

### Sonetti Romagnoli
Salieron póstumamente en 1920 publicados por su hijo Guido. Es una obra en la que usó el dialecto romañol alcanzando una notable eficacia en describir la psicología de sus compatriotas. Uno de los sonetos más famosos se titula La Zabariona.

## Las máscaras de Olindo
Guerrini usó una miríada de seudónimos e inventó múltiples máscaras para firmar muchas de sus composiciones. El más notable es sin duda Lorenzo Stecchetti, firmatario de Póstuma, Polémica y Nova polémica así como de las Rimas. Diversas son las interpretaciones de tal seudónimo: «probablemente se dejó seducir por la cruda y dura disarmonía de aquellas sílabas; le gustaba fastidiar a los escritores de moda, para quienes era un esfuerzo largo y sudoroso encontrarse un seudónimo agradable de gala que rellene la boca de fragante dulzura como un caramelo de vainilla»; «Stecchetti es un nombre 'parlante', es decir alude a la esquelética delgadez del joven consumido por la tisis»

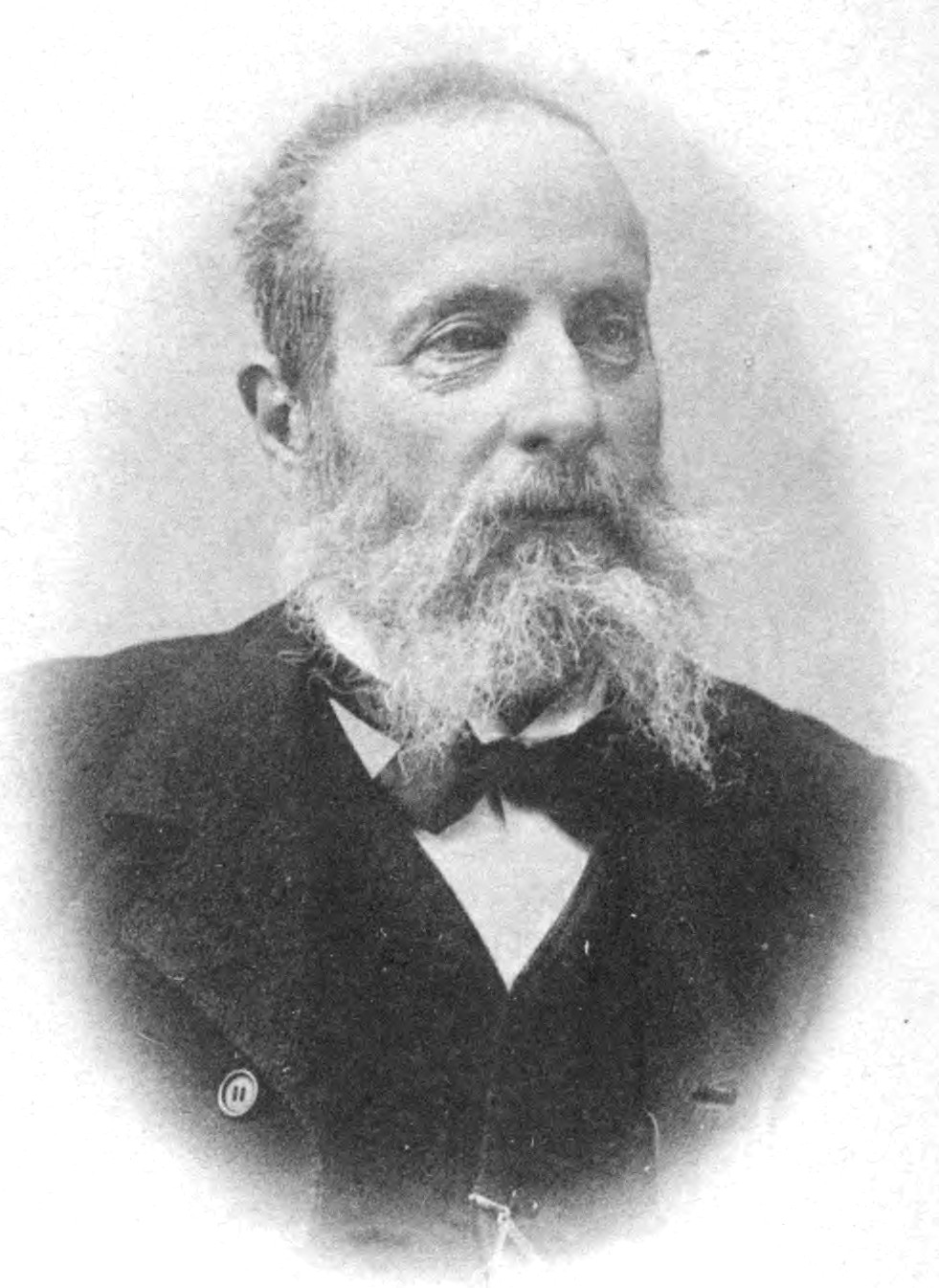
Guerrini en 1902.

Otro heterónimo famoso es el shakesperiano Mercutio, adoptado para algunos poemas aparecidos en el periódico Il Matto y aparecido en la portada de Póstuma. Como Marco Balossardi, Guerrini firmó con Corrado Ricci el poema satírico Giobbe, que se burlaba de Mario Rapisardi. El apellido Balossardi tiene la misma raíz del milanés balòss que quiere decir 'bribón'.
Otra máscara famosa fue la de Argìa Sbolenfi, una solterona con fuertes deseos eróticos, con que compuso numerosas poesías que luego se fusionaron en las Rimas de Argia Sbolenfi. Bepi, en cambio, se refiere al véneto Giuseppe Sarto, salido del cónclave con el nombre papal de Pío X: con tal máscara Guerrini hizo hablar en véneto al nuevo papa. Con ello, «Bepi quería ser no la caricatura, sino la interpretación psicológica de Giuseppe Sarto en la vida secreta del hombre».
Sin duda menores son las máscaras de Odien Linguerri, anagrama de Olindo Guerrini, con que firmó algunas máximas sobre el almanaque de la cerveza Dreher y Giovanni Dareni, en realidad un asistente cojo de la Biblioteca Universitaria de Bolonia, bajo cuyo nombre giraron algunas rimas reunidas en el folleto "Horrible hecho sucedido cerca de la iglesia de Monte Calderaro, lejana siete millas de Bolonia".
Un discurso aparte merece Angelo Viviani, autor de Poesías, publicadas en la Tipografía del Vocabulario en 1881. Alberto Bacchi de la Lega afirmó que tal volumen era sin duda obra de Guerrini, que por lo tanto había usado nuevamente un seudónimo. La obra, con las relativas problemáticas, ha sido analizada por Novelli para quien Guerrini «ha trabajado con tijeras sobre la obra de otra persona, quizá una de las muchas que le llegaban de toda Italia»; para Mariotti, en cambio, la obra es sin duda del tal Angelo Viviani (de quien, sin embargo, nada se sabe).

## Obras

### Poesías en italiano (en volumen)
- Póstuma, Bolonia, Zanichelli, 1877.
- Polémica, Bolonia, Zanichelli, 1878.
- Nova polémica, Bolonia, Zanichelli, 1878 (segunda edición: 1879).
- Giobbe, serena concepción de Marco Balossardi, en la tierra de Hus, a expensas de la colonia arcádica Simetea, 1882.
- Rimas de Argia Sbolenfi, Bolonia, Zanichelli, 1897.
- Las Rimas, Bolonia, Zanichelli, 1903.

Muchas de las poesías de estos volúmenes fueron musicadas:
- Fior di sieppe, versos de Olindo Guerrini, música de Pasquale Chillino, Lecce - G. Lazzaretti y C., 1913.
- Vieni Nerina!, versos de Olindo Guerrini, música de Francesco Paolo Frontini, editorial Benenati, 1878.
- S'io fossi, versos de Olindo Guerrini, música de Francesco Paolo Frontini, editorial Lucca, 1883.

#### Ediciones comentadas
- Lorenzo Stecchetti (Olindo Guerrini), Póstuma, edición crítica a cargo de Claudio Mariotti y Mario Martelli, Roma, Salerno editora, 2001.
- Lorenzo Stecchetti (Olindo Guerrini), Nova polémica, edición crítica a cargo de Claudio Mariotti, Cesena, Il Ponte Vecchio, 2011.

### Poesías en veneciano y en romañol (en volumen)
- Le ciacole de Bepi. Roma, Travaso delle idee, 1908. (en veneciano).
- Sonetti romagnoli [con ilustraciones de A. Majani]. Bolonia, Zanichelli, 1920. (en dialecto romañol).

#### Ediciones comentadas
- Lorenzo Stecchetti (Olindo Guerrini), Sonetti romagnoli : los textos originales de 69 sonetos traducidos por primera vez al italiano, a cargo de A. Brigliadori y R. Casalini, editorial "Il Ponte Vecchio", Cesena 2004.

### Obras en prosa
- La vida y las obras de Giulio Cesare Croce, Bolonia, Zanichelli, 1879.
- Ricettario galante (a cargo de), Bolonia, Gaetano Romagnoli, 1883 (versión digitalizada)
- La mesa y la cocina en los siglos XIV y XV, Florencia, Barbèra, 1884.
- En bicicleta, Catania, Giannotta, 1901.
- Canciones de vida, 1908; Zanichelli Editor, Bolonia, 1917
- Brandelli, Roma, Sommaruga, 1883 (luego Milán, Floreal Liberty, 1911).
- El arte de utilizar las sobras de la cantina, Roma, Formiggini, 1918.

### Otras obras
- Versos de Guido Peppi poeta forlivés del siglo XV editados por Olindo Guerrini (Nozze Mazzoni-Utili), Bolonia 1878.